# Караїмознавство
Караїмознавство — наука про мову, літературу, культуру, історію та релігію караїмів; що є одним із напрямків сходознавства.

## Історія
Початки караїмських досліджень пов'язані з особою Тадеуша Чацького та його публікацією «Дослідження про євреїв та караїмів» (Вільно 1807, перевидання: Краків 1860 та Львів 1886). В даний час дослідження караїмів проводяться серед інших у Польщі Кафедра вивчення івриту, вивчення араме та караїмів при Департаменті азійських наук Університету Познані.
Караїмознавство в Україні має багаторічну традицію, завдяки ентузіазму любителів історії караїмської походження. Одним із засновників караїмознавства на Україні є Семіта Кошуль (1906—1996), удостоєна за видатні заслуги в області караїмознавства премії ім. І. І. Казаса, що присуджується кримським фондом культури. У своїх роботах вона непримиренно захищала тюркську теорію походження караїмів різко критикуючи прихильників інших теорій серед професійних істориків, зокрема й сам І. І. Казаса. В даний час традиції Семіти продовжуються і розвиваються в Науковому центрі Асоціації кримських караїмів під керівництвом Юрія Полканова. Міжнародним інститутом кримських караїмів видаються міжнародні щоквартальні журнали «Caraimica» і «Караїмське спадщина».

## Караїмознавці
Авраам Фіркович, Ян Жегожевський, Тадеуш Ян Ковальський, Шапшал Серая Маркович, Олександр Мардкович, Ананій Зайончковський, Володимир Зайончковський, Шимон Шишман, Юзеф Сулімович, Олександр Дубинський, Семіта Кушуль, Емілія Лебедева, Ольга Прік.

## Сучасні караїмознавці
Генрік Янковський, Маріола Абкович, Анна Сулімович, Шимон Пілецький.